# Endeshaw Negesse
Endeshaw Negesse Shumi (13 maart 1988) is een Ethiopisch atleet, die is gespecialiseerd in de lange afstand. Met zijn in 2013 gelopen persoonlijke record van 2:04.52 op de marathon behoorde hij dat jaar tot de snelste tien lopers ter wereld op deze afstand.

## Loopbaan
In 2011 werd Negesse zesde bij de marathon van Rome. Hij finishte in een tijd van 2:12.14. Later dat jaar verbeterde hij zijn persoonlijk record tot 2:09.59 en won hiermee de marathon van Florence. Bij de marathon van Dubai moest hij ondanks zijn snelle 2:04.52 genoegen nemen met een vierde plaats. In 2015 liet hij blijk van zijn kunnen zien door de marathon van Tokio te winnen in 2:06.00.
Vroeg in 2016 werd Negesse betrapt op het gebruik van doping (meldonium).

## Persoonlijke records
| Onderdeel      | Prestatie | Datum            | Plaats    |
| -------------- | --------- | ---------------- | --------- |
| 10 km          | 30.23     | 23 april 2011    | Paderborn |
| 15 km          | 46.32     | 1 mei 2011       | Breda     |
| halve marathon | 1:03.32   | 26 februari 2011 | Barcelona |
| 25 km          | 1:14.45   | 22 februari 2015 | Tokio     |
| 30 km          | 1:29.50   | 22 februari 2015 | Tokio     |
| marathon       | 2:04.52   | 25 januari 2013  | Dubai     |

## Palmares

### 15 km
- 2011:  Haagse Beemden Loop - 46.32

### marathon
- 2012: 6e marathon van Rome - 2:12.14
- 2012:  marathon van Florence - 2:09.59
- 2013: 4e marathon van Dubai - 2:04.52
- 2014:  marathon van Düsseldorf - 2:08.32
- 2014: 4e marathon van Shanghai - 2:09.47
- 2015:  marathon van Tokio - 2:06.00
- 2015: 4e marathon van Shanghai - 2:10.51